# 모토 히데야스
모토 히데야스(本秀康, 1969년 3월 3일 ~ )는 일본의 만화가이자 일러스트레이터이다. 교토부에서 태어났으며 가나가와현립 가나가와 공업고등학교 디자인과를 졸업하였다.
1995년 《가로》 7월호에 〈파티 다이스키(パーティー大好き)〉를 게재하면서 프로 만화가로 데뷔하였다. 1998년에는 첫 단행본인 《즐거운 인생(たのしい人生)》이 세이린코게이샤(青林工藝舎)에서 간행되었다. 음악에도 관심이 많아 음악 잡지 등에 《레코스케(レコスケくん)》를 연재하였으며, 《월간 IKKI》에서도 《와일드 마운틴(ワイルドマウンテン)》을 2003년부터 2010년까지 연재하였다. 《레코스케》는 2020년 안나푸르나에서 한국어판이 출간되었다.
조지 해리슨의 열광적인 팬이자 수집가로 알려져 있으며, 또한 자신이 레코드 수집가이기 때문에 2014년에 7인치 아날로그 레코드 전문 레이블인 '라이온 레코드'(雷音レコード)를 설립하였다.